# Девол (округ)

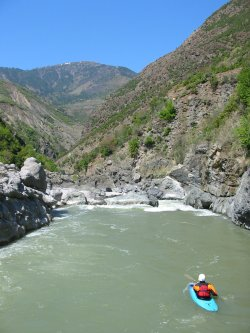
Річка Девол

Девол (алб. Rrethi i Devollit) — один з 36 округів Албанії.
Округ займає територію 429 км² і відноситься до області Корча. Адміністративний центр — місто Білішт.

## Географічне положення
Округ розташований на крайньому південному сході Албанії і межує з округами Кольоня на південному заході і Корча на заході і півночі, а також грецькими префектурами Флорина і Касторія на сході і південному сході.
Найсхідніша точка Албанії знаходиться недалеко від прикордонного переходу Капштіца, який розташований на гірському перевалі на висоті 1048 м.
Округ Девол знаходиться в долині річки Девол, що бере свій витік на південному заході. Місто Білішт лежить на висоті 900 м над рівнем моря. З усіх боків долина Білішт оточена горами. Західний кордон округу утворює гірський ланцюг Malet i Moravës (найвища вершина Maja e Lartë — 1806 м), прямо за яким лежить місто Корча.
На північному заході річка Девол крізь вузьку ущелину потрапляє на рівнину Корча. На північному сході рукав озера Мала Преспа практично досягає долини Білішта. На південному сході місцевість, іноді навіть без переходів, обривається в ущелині річки Кор, що звивається між гір. Ця річка, що впадає в річку Альякмон, описує по території Албанії п'ятикілометрову петлю. Кілька зрошуваних нею квадратних кілометрів належать до басейну Егейського моря.
Завдяки численним водовідвідним каналам рівнина Білішт стала придатною для землеробства. Раніше під час сильних дощів і в паводок вода, що зібралась у долині, потрапляла природним шляхом через озеро Мала Преспа в річку Девол, а потім в Адріатичне море, тепер ця вода збирається і використовується для зрошення рівнини Корчі.
У горах на схід Білішта вздовж кордону прогнозується наявність численних родовищ нікелю.

## Історія
На території округу біля села Tren знайдені наскельні розписи залізної доби, а також поховання та прикраси іллірійців близько села Kuç.
Каплиця в печері Blashtonja на озері Мала Преспа побудована ще в XIII столітті, деякі її ікони вважаються найдавнішими в Албанії.
Перед Другою світовою війною високогірна долина Девол стала самостійним адміністративним округом. За часів соціалізму він входив в округ Корча, але після адміністративної реформи 1990 знову отримав свій статус.

## Економіка і промисловість
Прикордонний перехід Капштіца є одним з найважливіших на кордоні з Грецією. Тому тут розвинена сфера послуг для проїжджаючих туристів. В іншому округ живе за рахунок сільського господарства.

## Адміністративний поділ
Територіально округ розділений на місто Білішт і 5 громад: Hoçisht, Miras, Progër, Qënder Bilisht.